# Kongsvinger Futsal Sportsklubb 2011-2012
Questa voce raccoglie le informazioni riguardanti il Kongsvinger Futsal Sportsklubb nelle competizioni ufficiali della stagione 2011-2012.

## Stagione
Il Kongsvinger ha chiuso la stagione al 5º posto, migliorando l'8º posto dell'annata precedente.

## Rosa
| N° | Naz.                | Ruolo | Sportivo           | Anno     |  |  |
| -- | ------------------- | ----- | ------------------ | -------- |  |  |
|    | Norvegia (bandiera) | POR   | Khalid Hacham      | 28.03.89 |  |  |
|    | Norvegia (bandiera) | DIF   | Jon Holt           |          |  |  |
|    | Norvegia (bandiera) | DIF   | Kristian Jahr      | 15.05.89 |  |  |
|    | Norvegia (bandiera) | DIF   | Fredrik Nilsen     | 23.03.88 |  |  |
|    | Norvegia (bandiera) | DIF   | Herman Odden       | 15.10.86 |  |  |
|    | Norvegia (bandiera) | LAT   | Christoffer Haugen | 10.03.91 |  |  |
|    | Norvegia (bandiera) | UNI   | Ørjan Heiberg      | 09.12.92 |  |  |
|    | Norvegia (bandiera) | UNI   | Petter Lindstad    | 12.03.87 |  |  |
|    | Norvegia (bandiera) | UNI   | Petter Severeide   | 11.04.83 |  |  |
|    | Norvegia (bandiera) | PIV   | Jermund Udnæseth   |          |  |  |
|    | Norvegia (bandiera) |       | Aso Aram           |          |  |  |
|    | Norvegia (bandiera) |       | Flamur Loku        | 10.12.86 |  |  |
|    | Norvegia (bandiera) |       | Chris Lundhaug     |          |  |  |
|    | Norvegia (bandiera) |       | Martin Martinsen   |          |  |  |
|    | Norvegia (bandiera) |       | Ole Andreas Nesset | 30.10.88 |  |  |
|    | Norvegia (bandiera) |       | Simen Nordnes      |          |  |  |
|    | Norvegia (bandiera) |       | Stian Repshus      |          |  |  |
|    | Norvegia (bandiera) |       | Martin Skolbekken  |          |  |  |

## Risultati

### Eliteserie

#### Girone di andata
| Oslo 2 dicembre 2011, ore 18:30 1ª giornata | Horten  | 6 – 6 referto | Kongsvinger | Ekeberg Idrettshall C\| Arbitro: \| Hussain \| |
| Arbitro:                                    | Hussain |               |             |                                                |

| Oslo 3 dicembre 2011, ore 15:15 2ª giornata | Holmlia  | 8 – 2 referto | Kongsvinger | KFUM-Hallen\| Arbitro: \| Sandberg \| |
| Arbitro:                                    | Sandberg |               |             |                                       |

| Oslo 4 dicembre 2011, ore 16:15 3ª giornata | Kongsvinger | 10 – 2 referto | Høllen | KFUM-Hallen\| Arbitro: \| Eidhammer \| |
| Arbitro:                                    | Eidhammer   |                |        |                                        |

| Tiller 14 gennaio 2012, ore 12:00 4ª giornata | Nidaros  | 6 – 6 referto | Kongsvinger | KVT Hallen\| Arbitro: \| Sandberg \| |
| Arbitro:                                      | Sandberg |               |             |                                      |

| Tiller 15 gennaio 2012, ore 12:15 5ª giornata | Vegakameratene | 8 – 1 referto | Kongsvinger | KVT Hallen\| Arbitro: \| Krokdal \| |
| Arbitro:                                      | Krokdal        |               |             |                                     |

| Tiller 14 gennaio 2012, ore 19:00 6ª giornata | Tiller        | 4 – 7 referto | Kongsvinger | KVT Hallen\| Arbitro: \| Thorsø Hansen \| |
| Arbitro:                                      | Thorsø Hansen |               |             |                                           |

| Kongsvinger 10 dicembre 2011, ore 19:00 7ª giornata | Kongsvinger | 3 – 5 referto | Solør | Tråstadhallen\| Arbitro: \| Pedersen \| |
| Arbitro:                                            | Pedersen    |               |       |                                         |

| Kongsvinger 28 gennaio 2012, ore 20:00 8ª giornata | Vadmyra   | 7 – 6 referto | Kongsvinger | Tråstadhallen\| Arbitro: \| Rønningen \| |
| Arbitro:                                           | Rønningen |               |             |                                          |

| Fyllingsdalen 29 gennaio 2012, ore 15:00 9ª giornata | Kongsvinger | 3 – 2 referto | KFUM Oslo | Framohallen A\| Arbitro: \| Iversen \| |
| Arbitro:                                             | Iversen     |               |           |                                        |

#### Girone di ritorno
| Oslo 22 gennaio 2012, ore 14:00 10ª giornata | Solør        | 7 – 5 referto | Kongsvinger | Veitvet Idrettshall\| Arbitro: \| Rafiq (Oslo) \| |
| Arbitro:                                     | Rafiq (Oslo) |               |             |                                                   |

| Stjørdal 19 febbraio 2012, ore 15:30 11ª giornata | Kongsvinger  | 2 – 6 referto | Vadmyra | Stjørdalshallen A\| Arbitro: \| Rafiq (Oslo) \| |
| Arbitro:                                          | Rafiq (Oslo) |               |         |                                                 |

| Oslo 5 febbraio 2012, ore 13:00 12ª giornata | KFUM Oslo | 4 – 4 referto | Kongsvinger | KFUM-Hallen\| Arbitro: \| Hussain \| |
| Arbitro:                                     | Hussain   |               |             |                                      |

| Kongsvinger 4 marzo 2012, ore 14:15 13ª giornata | Kongsvinger  | 4 – 4 referto | Nidaros | Tråstadhallen\| Arbitro: \| Rafiq (Oslo) \| |
| Arbitro:                                         | Rafiq (Oslo) |               |         |                                             |

| Kongsvinger 3 marzo 2012, ore 10:00 14ª giornata | Kongsvinger | 2 – 3 referto | Vegakameratene | Tråstadhallen\| Arbitro: \| Rønningen \| |
| Arbitro:                                         | Rønningen   |               |                |                                          |

| Kongsvinger 4 marzo 2012, ore 17:00 15ª giornata | Kongsvinger | 4 – 3 referto | Tiller | Tråstadhallen\| Arbitro: \| Iversen \| |
| Arbitro:                                         | Iversen     |               |        |                                        |

| Oslo 24 marzo 2012, ore 10:00 16ª giornata | Kongsvinger | 3 – 4 referto | Horten | Ekeberg Idrettshall B\| Arbitro: \| Krokdal \| |
| Arbitro:                                   | Krokdal     |               |        |                                                |

| Oslo 24 marzo 2012, ore 18:15 17ª giornata | Kongsvinger | 8 – 3 referto | Holmlia | Ekeberg Idrettshall C\| Arbitro: \| Hanssen \| |
| Arbitro:                                   | Hanssen     |               |         |                                                |

| Oslo 25 marzo 2012, ore 12:45 18ª giornata | Høllen       | 2 – 8 referto | Kongsvinger | Ekeberg Idrettshall A\| Arbitro: \| Rafiq (Oslo) \| |
| Arbitro:                                   | Rafiq (Oslo) |               |             |                                                     |